# Ludwig Friedrich Wilhelm Kaufmann
Ludwig Friedrich Wilhelm Kaufmann (* 14. März 1805 in Hamburg; † 27. Februar 1880 ebenda) war ein Hamburger Uhrmachermeister und Abgeordneter.

## Leben
Kaufmann war von 1852 bis zur Einführung des Hamburgischen Gewerbegesetzes am 1. Februar 1865 Ältermann der Klein-Uhrmacher-Brüderschaft. Er war als Ersatzmann für die Hamburger Konstituante gewählt, wurde auch einberufen, erklärte aber unter den gegebenen Verhältnissen und Bestimmungen nicht eintreten zu können und bat um seine Entlassung. Da er zur Eidesleistung nicht erschien, wurde er entlassen.
Er gehörte der Hamburgischen Bürgerschaft von 1859 bis zum 1. Februar 1865 als Abgeordneter an. Grund dafür war eine Übergangsbestimmung, nach der einige Abgeordnete von der erbgesessenen Bürgerschaft aus den Älterleuten des zünftigen Gewerbes gewählt wurden. Kaufmann war von 1862 bis 1865 Mitglied des Bürgerausschusses.